# Variimorda ihai
Variimorda ihai es una especie de coleóptero de la familia Mordellidae.

## Subespecies
- Variimorda ihai boninensis Nomura, 1975
- Variimorda ihai ihai Chûjô, 1959

## Distribución geográfica
Habita en Japón, Variimorda ihai boninensis en las islas Ogasawara y Variimorda ihai ihai en Okinawa.